# Neogoniolithon propinquum
Neogoniolithon propinquum (Foslie) Me. Lemoine, 1966  é o nome botânico  de uma espécie de algas vermelhas pluricelulares do gênero Neogoniolithon, família Corallinaceae, subfamília Mastophoroideae.
- São algas marinhas encontradas no Japão, Israel e ilhas de Comores.

## Sinonímia
- Goniolithon notarisii f. propinquum  Foslie, 1900
- Goniolithon propinquum  (Foslie) Foslie, 1903